# 自性院 (市川市)
自性院（じしょういん）は、千葉県市川市にある真言宗豊山派の寺院。

## 歴史
1588年（天正16年）、法仙によって開山された。東京都江戸川区の善養寺の末寺であり、隣の行徳神明神社の旧別当寺であった。
昭和期の本堂等が新築され、墓地も改修されている。

## 交通アクセス
- 妙典駅より徒歩11分。